# São Jerônimo (gemeente)
São Jerônimo is een gemeente in de Braziliaanse deelstaat Rio Grande do Sul. De gemeente telt 21.289 inwoners (schatting 2009).

## Hydrografie
De plaats ligt aan de rivier de Taquari met aan de overzijde Triunfo.

## Aangrenzende gemeenten
De gemeente grenst aan Arroio dos Ratos, Barão do Triunfo, Butiá, Camaquã, Charqueadas, Dom Feliciano, General Câmara en Triunfo.

## Verkeer en vervoer
De plaats ligt aan de wegen BR-470 en RS-401.